# Marc Frising

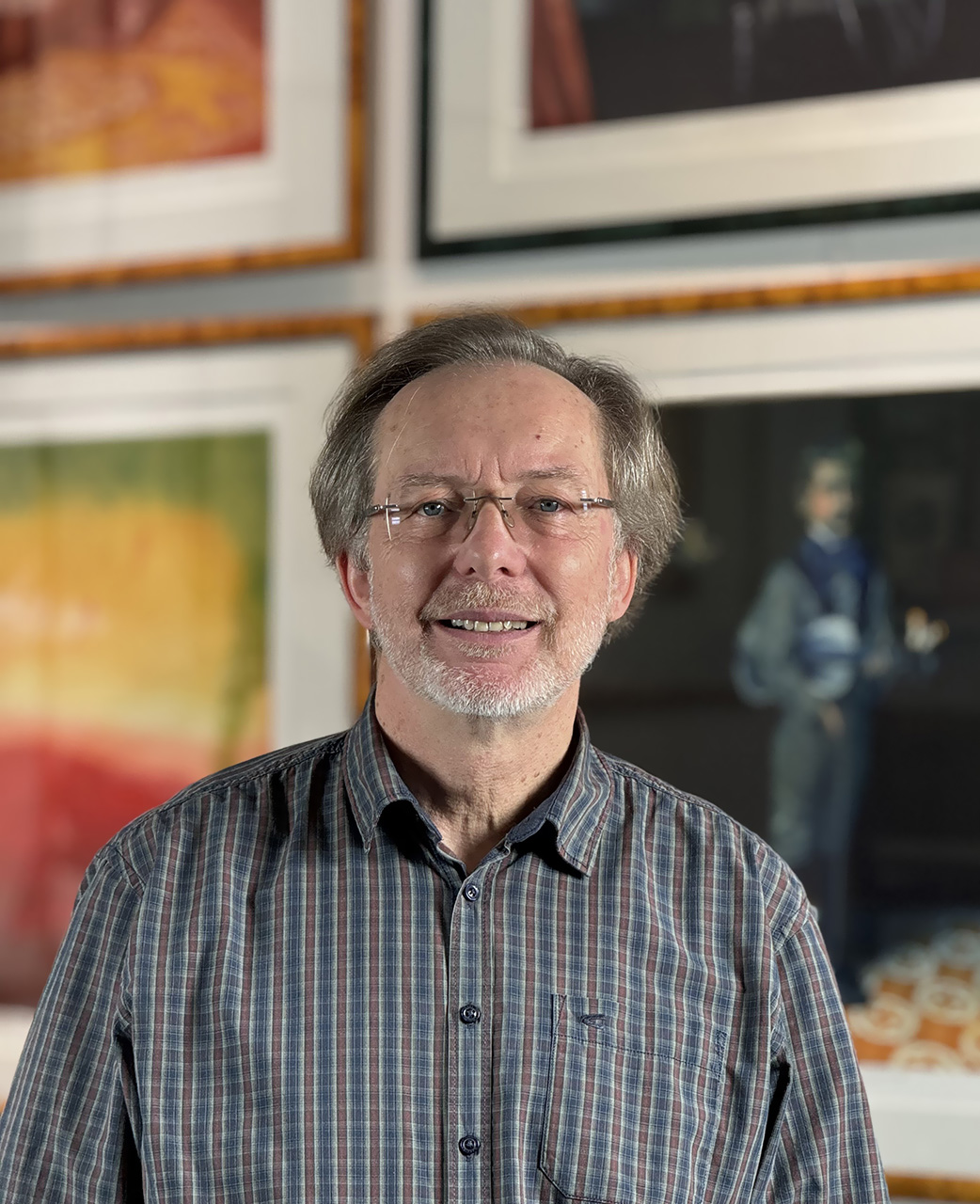
Marc Frising (2024)

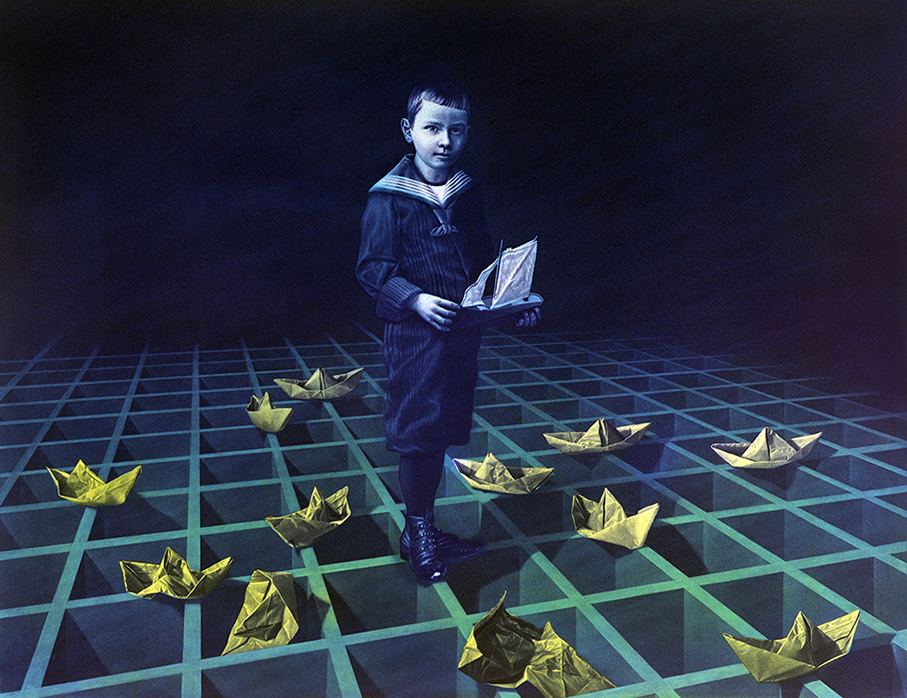
Mezzotinto-Arbeit von Marc Frising

Marc Frising (* 15. Januar 1960 in Luxemburg) ist ein luxemburgischer bildender Künstler.

## Leben
Marc Frising lebt und arbeitet in Luxemburg-Clausen. Er studierte an der Universität für Humanwissenschaften in Straßburg (Magister in Kunst) sowie an der Kunstakademie in Straßburg (Skulptur und Druckgrafik/Druckgrafik bei Alfred Edel). Im Jahr 1986 folgte ein Aufenthalt an der „Cité des Arts“ in Paris.
Er unterrichtete von 1987 bis 1997 an den Internationalen Sommerseminaren für bildende Kunst auf Einladung des Wiener Künstlers Gerhard Gutruf, dabei ging er Zusammenarbeiten u. a. mit den Künstlern Karl Korab (Österreich), Rebecca Little John und Paul Rotterdam (New York), Reimo Wokounig (Wien), Gerhard Hermanky (Wien) ein. Von 2000 bis 2002 sowie 2005 und 2006 unterrichtete er bei den Badener Kunstwochen in Baden bei Wien. Er leitete Radierseminare im Atelier Gutruf in Baden (A) organisiert von „Die Kleine Galerie“ in Wien 2003 und 2004.
Er ist seit 1983 Mitglied des „Cercle artistique du Luxembourg (CAL)“.
Im internationalen Standardwerk The Mezzotint-History and Technique von Carol Wax (ISBN 978-07643-6685-7) ist er mit zwei Arbeiten vertreten.

## Ausstellungen (Auswahl)

### Einzelausstellungen
- 1987: Esch an der Alzette (L): Städtische Galerie
- 1988: Luxemburg: Galerie de Luxembourg
- 1989: Menton (F): Palais Carnolés
- 1997: Malmedy (B): Nationales Papiermuseum
- 2001: Wien: Die kleine Galerie[5]
- 2007: Salzburg: Neuhauser Kunstmühle[6]
- 2011: Warna (BG): Einzelausstellung 16e internationale Grafik Biennale
- 2012: Bitola (MK): Einzelausstellung bei der 7e Grafik Triennale
- 2013: Jekaterinburg (URS): Einzelausstellung während des 2. internationalen Mezzotinto-Festivals
- 2014: Sofia (BG): Einzelausstellung bei der 7. Internationalen Grafik Triennale
- 2021: Jekaterinburg: Jekaterinburg Museum of Fine Arts: The Mezzotints of Marc Frising

### Gruppenausstellungen
Teilnahme an über 100 internationalen Gruppenausstellungen, internationalen Biennalen oder Triennalen.

## Auszeichnungen
- 1987: Prix Grand-Duc Adolphe
- 1991: Erster Preis der 3. Internationalen Grafik Triennale in Sopot (PL)
- 1995: Ehrenpreis der 4. Internationalen Grafik triennale in Danzig (PL)
- 1995: Jurypreis der 11. Internationalen Grafik Triennale in Fredrikstad (N)
- 2000: Ehrenpreis der Internationalen Grafik Triennale in Bitola (MK)
- 2009: Grand Prix der 15. Internationalen Grafik Biennale in Warna (BG)
- 2009:Ehrenpreis der Internationalen Grafik Triennale in Bitola (MK)
- 2009: Ehrenpreis des Internationalen Grafikwettbewerbs zum 100. Geburtstag von Yozo Hamaguchi in Tokio (J)
- 2010: Grand Prix der 6. Internationalen Grafik Triennale in Sofia (BG)[7]
- 2011: Grand Prix des 1. Internationalen Festivals für Mezzotinto in Jekaterinburg (URS)
- 2011: Preis der 3. Internationalen Grafikbiennale in Guanlan (CN)
- 2011: Ehrenpreis der 9. Bharat Bhawan International Printmaking Biennale (IND)
- 2012: „Goldener OSTEN-Preis“ der 40. Weltgalerie für Zeichnung / OSTEN-Biennale für Zeichnung in Skopje (MK)
- 2013: „Goldener OSTEN-Preis“ der OSTEN-Biennale preisgekrönter Künstler / OSTEN World Gallery of Drawing, Gevgelija (MK)
- 2015: „European Printmaking Award“ der Krakow International Printmaking Triennale (PL)[8]